# Amanda Kernell
Amanda Kernell (Umeå, 9 settembre 1986) è una regista e sceneggiatrice svedese appartenente alla popolazione sami meridionale.

## Biografia
Amanda Kernell nasce da madre svedese e padre sami. Ha iniziato a nutrire interesse verso il mondo del cinema a quindici anni, dopo l'incontro con la regista svedese Suzanne Osten. Nel 2013 si laurea alla National Film School of Denmark di Copenaghen. Kernell ha lavorato come insegnante di cinema nella contea di Västerbotten.

## Carriera
Kernell ha partecipato come attrice al cortometraggio svedese Maison nel 2007. In seguito ha cominciato a dirigere ella stessa diversi cortometraggi, fino ad approdare al cinema nel 2016 con il film Sami Blood, ispirato da alcuni suoi anziani parenti sami e da interviste ad altre persone della stessa etnia. Grazie a Sami Blood, Kernell ha ricevuto il premio per il miglior film all'Europa Cinemas Label, ed è stata premiata come miglior regista esordiente alla 73ª Mostra internazionale d'arte cinematografica di Venezia.

## Filmografia

### Cinema
- Sami Blood (2016)
- Charter (2020)

### Cortometraggi
- Våra discon (2007)
- Semestersystern (2008)
- Spel (2009)
- Att dela allt (2009)
- Det kommer aldrig att gå över (2010)
- The Association of Joy (2013)
- Paradiset (2014)
- Stoerre Vaerie (2015)
- I Will Always Love You Kingen (2017)

## Premi e riconoscimenti
Guldbagge
2015 - Candidatura miglior cortometraggio per Norra Storfjället
2017 - Migliore sceneggiatura per Sami Blood
2020 - Miglior regista per Charter